# Список національно-визвольних рухів, що діяли на території Російської імперії і СРСР
Національно-визвольні рухи, що діяли на території Російської імперії та СРСР, мали головною метою визволення власного народу з-під влади Російської імперії і СРСР. 
Військові рухи:
В період 18-19 століття:

  Повстанці під проводом Булавіна в повстанні взяли участь донських козаків, татари і мордвини.

  Мазепинці

  Гайдамаки

  Селянська війна (1773—1775) в повстанні взяли участь донські козаки, татари і мордвини.

  Кавказькі повстанці

  Польські, литовські, білоруські і українські повстанці під час Листопадового і Січневого повстань.
В період з початку до 30 років 20 століття:

  Повстанський рух в Україні в 1917-1920х роках

  Басмачі

  Повстання якутських конфедералістів
Період 30-60 років 20 століття:

 / Українська повстанська армія (УПА)

  Білоруська визвольна армія

  Лісові брати(балтійські держави)

  Чеченські повстанці
Мирні рухи:
В період 19 століття:

  Кирило-Мефодіївське братство

  Радикальне крило Сибірських областників
В період 20 століття:

  Шістдесятники